# آرام باش عزیز
آرام باش عزیز (انگلیسی: Relax Darling) یک فیلم کمدی فرانسوی-ایتالیایی محصول ۱۹۶۴ به کارگردانی ژان بوایه است.